# 기욤 뒤베르
기욤 뒤베르(Guillaume du Vair, 1556년 3월 7일 – 1621년 8월 3일)는 프랑스의 주교, 작가, 변호사, 고등법원 판사이며 프랑스 국왕 루이 13세 재위 시기에 프랑스 인장 관리인을 지냈다.

## 삶
뒤베르는 파리에서 태어났다. 성품성사를 받은 후, 그는 경력의 대부분 동안 법적 기능만을 수행했다. 그러나 1617년부터 사망할 때까지 그는 리지외 주교였다. 그의 명성은 변호사, 정치가, 문인으로서의 명성이다. 1584년에 그는 파리 고등법원의 고문이 되었고, 리그 신분회의 파리 대리인으로서 그는 자신의 가장 유명한 정치 법률 담론을 발표했다. 이 담론은 명목상 살리카 법전에 대한 논증이었지만, 실제로는 극단적인 리그원들이 옹호했던 프랑스 왕위가 스페인 infanta에게 양도되는 것에 반대하는 것이었다. 앙리 4세는 그에게 마르세유에서 예심판사로서 특별 임무를 맡기고 그를 청원관으로 임명하여 그의 공로를 인정했다.
1595년에 뒤베르는 그의 논문인 《프랑스 수사학과 그 저평가된 이유에 관하여》(De l'éloquence française et des raisons pour quoi elle est demeurée si basse)를 출판했는데, 이 책에서 그는 당시의 연설가들을 비판하고 고대 연설가들의 연설에서 원본의 정신을 재현한 번역본들을 인용하여 예시를 덧붙였다. 1596년에 그는 스페인에 대항하는 동맹을 협상하기 위해 마샬 드 부용과 함께 잉글랜드에 파견되었다. 1599년에는 프로방스의 엑상프로방스 고등법원의 초대 의장이 되었고, 1603년에는 마르세유의 주교로 임명되었으나 곧 의장직을 재개하기 위해 사임했다. 1616년에는 프랑스 변호사에게 허용되는 최고 직위인 "keeper of the seals"를 맡았다. 그는 로테가론의 톤넹에서 사망했다.
그는 연설가와 작가로서 모두 높이 평가받았다. 당시의 다른 정치 변호사들과 마찬가지로 뒤베르는 철학을 공부했다. 그의 가장 유명한 논문으로는 토마스 제임스 (1598년)와 찰스 코튼 (1664년)이 영어로 번역한 《스토아 철학의 도덕》(La Philosophie morale des Stoiques), 1589년 파리 포위전 동안 작성되어 현재의 불행에 스토아 학파의 교리를 적용한 《공공 재난 속에서의 인내와 위로》(De la constance et consolation ès calamités publiques), 그리고 종교와 철학이 밀접하게 연결된 《성스러운 철학》(La Sainte philosophie)이 있다.
피에르 샤론은 뒤베르의 이러한 작품들과 다른 작품들을 자유롭게 활용했다. 페르디낭 브륀티에르는 뒤베르의 입장이 후에 블레즈 파스칼에 의해 발전된 입장과 유사하다는 점을 지적하며, 그를 얀센주의의 선조로 본다. 뒤베르는 프랑스어 문체 발전에 큰 간접적인 영향을 미쳤는데, 프랑스 남부에서 그는 프랑수아 드 말레르브를 만나 뒤베르의 작품에 대한 큰 감탄을 표했기 때문이다. 프랑스 시 개혁가는 《프랑스 수사학에 관하여》라는 논문에서 많은 것을 배웠고, 그의 친구의 조언도 의심할 여지 없이 더해졌다.
뒤베르는 톤넹에서 사망했으며, 그의 작품들은 1641년 파리에서 대판으로 출판되었다.

## 참고 문헌
- 본 문서에는 현재 퍼블릭 도메인에 속한 브리태니커 백과사전 제11판의 내용을 기초로 작성된 내용이 포함되어 있습니다.